# Bibiane Schoofs
Bibiane Schoofs, épouse Weijers pendant juillet 2014 à septembre 2016, née le 13 mai 1988 à Rhenen, est une joueuse de tennis néerlandaise, professionnelle depuis 2005.
Elle fait partie de l'équipe des Pays-Bas de Fed Cup.
À ce jour, elle a remporté deux titres en double dames sur le circuit WTA.

## Carrière
Évoluant principalement sur le circuit ITF, elle y a remporté huit titres en simple et 23 en double dames.
En 2017, elle remporte son premier titre en double en catégorie WTA 125 à Bombay, associée à Victoria Rodríguez. Elle glane son premier trophée WTA au début de la saison 2018 avec Sara Errani à Auckland. Elle gagne un 2e titre WTA 250 à Lyon en février 2023, associée à l'Espagnole Cristina Bucșa.

## Palmarès

### Titres en double dames
| No | Date       | Nom et lieu du tournoi  | Catégorie | Dotation  | Surface      | Partenaire     | Finalistes                        | Score     |          |
| -- | ---------- | ----------------------- | --------- | --------- | ------------ | -------------- | --------------------------------- | --------- | -------- |
| 1  | 01-01-2018 | ASB Classic Auckland    | Intern'l  | 250 000 $ | Dur (ext.)   | Sara Errani    | Eri Hozumi Miyu Kato              | 7-5, 6-1  | Parcours |
| 2  | 30-01-2023 | Open 6e sens Lyon       | WTA 250   | 259 303 $ | Dur (int.)   | Cristina Bucșa | Olga Danilović Alexandra Panova   | 7-65, 6-3 | Parcours |
| 3  | 10-06-2024 | Libema Open Bois-le-Duc | WTA 250   | 267 082 $ | Gazon (ext.) | Ingrid Neel    | Tereza Mihalíková Olivia Nicholls | 7-66, 6-3 | Parcours |

### Finales en double dames
| No | Date       | Nom et lieu du tournoi  | Catégorie | Dotation    | Surface      | Vainqueures                      | Partenaire                | Score    |          |
| -- | ---------- | ----------------------- | --------- | ----------- | ------------ | -------------------------------- | ------------------------- | -------- | -------- |
| 1  | 10-06-2019 | Libéma Open Bois-le-Duc | Intern'l  | 226 750 € $ | Gazon (ext.) | Shuko Aoyama Aleksandra Krunić   | Lesley Kerkhove           | 7-5, 6-3 | Parcours |
| 2  | 02-03-2020 | Open 6e sens Lyon       | Intern'l  | 271 750 $   | Dur (int.)   | Laura Ioana Paar Julia Wachaczyk | Lesley Pattinama Kerkhove | 7-5, 6-4 | Parcours |
| 3  | 26-02-2024 | ATX Open Austin         | WTA 250   | 267 082 $   | Dur (ext.)   | Olivia Gadecki Olivia Nicholls   | Katarzyna Kawa            | 6-2, 6-4 | Parcours |

### Titres en double en WTA 125
| No | Date       | Nom et lieu du tournoi           | Catégorie | Dotation  | Surface      | Partenaire         | Finalistes                         | Score            |          |
| -- | ---------- | -------------------------------- | --------- | --------- | ------------ | ------------------ | ---------------------------------- | ---------------- | -------- |
| 1  | 20-11-2017 | Mumbai Open Bombay               | WTA 125   | 125 000 $ | Dur (ext.)   | Victoria Rodríguez | Dalila Jakupović Irina Khromacheva | 7-5, 3-6, [10-7] | Parcours |
| 2  | 01-05-2023 | Open 35 de Saint-Malo Saint-Malo | WTA 125   | 115 000 $ | Terre (ext.) | Greet Minnen       | Ulrikke Eikeri Eri Hozumi          | 7-67, 7-63       | Parcours |

### Finale en double en WTA 125
| No | Date       | Nom et lieu du tournoi | Catégorie | Dotation  | Surface    | Vainqueures                            | Partenaire       | Score    |          |
| -- | ---------- | ---------------------- | --------- | --------- | ---------- | -------------------------------------- | ---------------- | -------- | -------- |
| 1  | 29-10-2018 | Mumbai Open Bombay     | WTA 125   | 115 000 $ | Dur (ext.) | Natela Dzalamidze Veronika Kudermetova | Barbora Štefková | 6-4, 7-6 | Parcours |

## Parcours en Grand Chelem

### En simple dames
| Année | Open d'Australie | Open d'Australie       | Internationaux de France | Internationaux de France | Wimbledon | Wimbledon     | US Open | US Open             |
| ----- | ---------------- | ---------------------- | ------------------------ | ------------------------ | --------- | ------------- | ------- | ------------------- |
| 2012  | Q2               | Irina Khromacheva      | Q1                       | Akgul Amanmuradova       | Q3        | Mirjana Lučić | Q1      | Catalina Castaño    |
|       |                  |                        |                          |                          |           |               |         |                     |
| 2014  | —                | —                      | —                        | —                        | —         | —             | Q1      | Anna-Lena Friedsam  |
|       |                  |                        |                          |                          |           |               |         |                     |
| 2018  | Q3               | Ivana Jorović          | Q2                       | Tamara Korpatsch         | Q1        | Barbara Haas  | Q1      | Ysaline Bonaventure |
| 2019  | Q2               | Natalia Vikhlyantseva  | Q1                       | Heather Watson           | Q1        | Lauren Davis  | Q2      | Kristína Kučová     |
| 2020  | Q1               | Elisabetta Cocciaretto | Q1                       | Natalija Kostić          | Annulé    | Annulé        | —       | —                   |
| 2021  | Q1               | Daniela Seguel         | —                        | —                        | —         | —             | Q1      | Emma Raducanu       |
|       |                  |                        |                          |                          |           |               |         |                     |
| 2023  | —                | —                      | —                        | —                        | Q1        | Yuan Yue      |         |                     |

N.B. : à droite du résultat se trouve le nom de l'ultime adversaire.

### En double dames
| Année | Open d'Australie                                                               | Open d'Australie | Internationaux de France                                                            | Internationaux de France                                                          | Wimbledon                                                                           | Wimbledon | US Open | US Open |
| ----- | ------------------------------------------------------------------------------ | ---------------- | ----------------------------------------------------------------------------------- | --------------------------------------------------------------------------------- | ----------------------------------------------------------------------------------- | --------- | ------- | ------- |
| 2018  | —                                                                              | —                | —                                                                                   | —                                                                                 | 1er tour (1/32) Y. Bonaventure \|\| style="text-align:left;" \| Chan H.-c. Yang Z.  | —         | —       |         |
|       |                                                                                |                  |                                                                                     |                                                                                   |                                                                                     |           |         |         |
| 2020  | —                                                                              | —                | 1er tour (1/32) L. Kerkhove \|\| style="text-align:left;" \| L. Davis S. Santamaria | —                                                                                 | —                                                                                   | —         | —       |         |
|       |                                                                                |                  |                                                                                     |                                                                                   |                                                                                     |           |         |         |
| 2024  | 1er tour (1/32) K. Zimmermann \|\| style="text-align:left;" \| Guo H. Jiang X. | —                | —                                                                                   | 1er tour (1/32) T. Korpatsch \|\| style="text-align:left;" \| Y. Sizikova Wang Y. | —                                                                                   | —         |         |         |
| 2025  | —                                                                              | —                | —                                                                                   | —                                                                                 | 1er tour (1/32) D. Yastremska \|\| style="text-align:left;" \| S. Kenin C. Dolehide |           |         |         |

N.B. : le nom de la partenaire se trouve sous le résultat ; le nom des ultimes adversaires se trouve à droite.

## Classements WTA en fin de saison
| Année          | 2005 | 2006 | 2007 | 2008 | 2009 | 2010 | 2011 | 2012 | 2013 | 2014 | 2015 | 2016 | 2017 | 2018 | 2019 | 2020 | 2021 | 2022 | 2023 | 2024 |
| Rang en simple | 875  | 989  | 937  | 434  | 640  | 488  | 160  | 204  | –    | 596  | 635  | 571  | 203  | 209  | 146  | 199  | 345  | 963  | 931  | 1221 |
| Rang en double | 637  | –    | –    | 548  | 557  | 538  | 799  | 624  | 1016 | –    | 940  | –    | 227  | 86   | 133  | 97   | 157  | 607  | 77   | 106  |

Source : (en) Classements de Bibiane Schoofs sur le site officiel de la Fédération internationale de tennis